# Jairo Arrieta
Jairo Arrieta Obando (Nicoya, 25 augustus 1983) is een Costa Ricaans voetballer die bij voorkeur als aanvaller speelt. Hij verruilde in 2015 Columbus Crew voor DC United.

## Clubcarrière
Arrieta speelde van 2003 tot 2012 in Costa Rica bij opeenvolgend Guanacasteca, Brujas FC en Saprissa. In april 2012 tekende Arrieta een contract bij het Amerikaanse Columbus Crew. Op 14 juli 2012 maakte hij tegen Sporting Kansas City zijn debuut voor Columbus. Twee weken later, op 29 juli, maakte hij, opnieuw tegen Sporting Kansas City, zijn eerste doelpunt voor Columbus Crew. Hij maakte de 1-1 en The Crew won de wedstrijd uiteindelijk met 2-1. Arrieta werd in de zesde ronde van de MLS Expansion Draft 2014 gekozen door Orlando City SC, dat hem vervolgens naar DC United stuurde in ruil voor een 'international roster spot'.

## Interlandcarrière
Arrieta was lid van de Costa Ricaanse selectie dat deelnam aan de strijd om de Copa Centroamericana 2013. Met twee doelpunten werd hij topscorer van het toernooi. Op 6 februari 2013 werd Arrieta ook opgeroepen voor de WK-kwalificatiewedstrijd tegen Panama. Arrieta vertegenwoordigde zijn vaderland eveneens op de Olympische Spelen 2004 in Athene. Daar werd de olympische selectie onder leiding van bondscoach Rodrigo Kenton in de kwartfinales uitgeschakeld door de latere kampioen Argentinië (4-0).